# Парламентарни избори в България (1957)
Парламентарните избори се провеждат на 22 декември 1957 г. в Народна република България и са за III народно събрание.

## Обща информация
На избирателите е предоставена една единствена листа с кандидатите на Отечествения фронт, доминиран от Българската комунистическа партия. Според официалните данни само 2 076 от тях са гласували против листата, а други 5 204 027 са подкрепили. Избирателната активност е 99,8%

## Резултати
| Партия                    | Гласове   | %     | Места |
| ------------------------- | --------- | ----- | ----- |
| Отечествен фронт          | 5 204 027 | 99,96 | 254   |
| Против                    | 2 076     | 0,03  | –     |
| Невалидни/празни бюлетини | 325       | 0,01  | –     |
| Общо                      | 5 206 428 | 100   | 254   |
| Източник: Nohlen & Stöver |           |       |       |